# Delicate
Delicate —en español: «Delicado»— es una canción interpretada por la cantante y compositora estadounidense Taylor Swift incluida en su sexto álbum de estudio, Reputation (2017). Fue lanzado el 12 de marzo de 2018, como el sexto sencillo del álbum y el cuarto sencillo en Estados Unidos. Swift escribió la canción con los productores Max Martín y Shellback. Luego de su lanzamiento, la canción fue recibida con gran éxito de crítica, muchos críticos elogiaron su vulnerabilidad lírica y su producción, y se destacó como un álbum destacado.
La canción fue un éxito durmiente. Comercialmente, 'Delicate' ha superado en las listas de adultos contemporáneos, Topstream Top 40 y Adult Top 40. También ha recibido certificaciones de platino en Estados Unidos, México y Brasil. También recibió la certificación de plata en el Reino Unido. Rolling Stone la catalogó como la mejor canción de 2017, y también se incluyó en las listas de Billboard, Slant y Vanity Fair en sus listas de fin de año tanto para 2017 como para 2018.

## Promoción y lanzamiento
El 5 de marzo de 2018, Swift anunció que el video musical de "Delicate" se estrenará en los  iHeart Radio Music Awards el 11 de marzo. "Delicate" se lanzó al día siguiente en  Radio contemporánea para adultos y en radio de éxito contemporáneo antes de un lanzamiento de radio en Italia y el Reino Unido el 20 de abril de 2018.
El video vertical se cargó en Spotify el 30 de marzo de 2018, que se puso a disposición de los usuarios en los Estados Unidos, el Reino Unido, Suecia y América Latina. El video fue lanzado más tarde en YouTube el 15 de mayo. A partir de septiembre de 2019, el video vertical en YouTube tiene más de 6.4 millones de visitas.
El 25 de mayo de 2018 se lanzó una remezcla para la canción con músicos estadounidenses Ryan Tedder y Sawyr. El 8 de junio, se lanzó una remezcla de la canción con el músico Seeb.

## Escritura y composición
"Delicate" fue escrita por Swift, Max Martin y  Shellback, y fue producida por los dos últimos.  La canción dura tres minutos y cincuenta y dos segundos y tiene un tempo de 95 latidos por minuto.  Swift lo canta en la  clave de Do mayor en un rango que abarca desde G3 a A4. Musicalmente  , la canción es una "electropop canción de amor". El cantante usó un vocoder para crear un sonido "emocional" y "vulnerable" para la canción.  Ella explica que la canción trata sobre "lo que sucede cuando conoces a alguien que realmente quieres en tu vida y luego empiezas a preocuparte por lo que escuchó antes de conocerte".  Swift pasó a llamar a la canción "el primer punto de vulnerabilidad en el registro".

## Posicionamiento en listas
| País              | Lista certificadora         | Mejor posición |        |        |        |        |        |        |
| Europa            | Europa                      | Europa         | Europa | Europa | Europa | Europa | Europa | Europa |
| ----------------- | --------------------------- | -------------- | ------ | ------ | ------ | ------ | ------ | ------ |
| Portugal          | IFPI                        | 56             |        |        |        |        |        |        |
| España            | PROMUSICAE                  | 88             |        |        |        |        |        |        |
| España            | Los40 España                | 1              |        |        |        |        |        |        |
| Francia           | IFPI                        | 169            |        |        |        |        |        |        |
| Andorra           | PROMUSICAAND                | - -            |        |        |        |        |        |        |
| Bélgica           | Ultratop 40                 | 4              |        |        |        |        |        |        |
| Alemania          | Germany Songs               | - -            |        |        |        |        |        |        |
| Suiza             | GfK Entertainment Charts    | 88             |        |        |        |        |        |        |
| República Checa   | Rádiós Top 100              | 19             |        |        |        |        |        |        |
| Reino Unido       | UK Singles Chart            | 45             |        |        |        |        |        |        |
| Asia              |                             |                |        |        |        |        |        |        |
| Japón             | Billboard Japan Hot 100     | - -            |        |        |        |        |        |        |
| Corea del Sur     | South Korean Hot 100        | - -            |        |        |        |        |        |        |
| Oceanía           |                             |                |        |        |        |        |        |        |
| Australia         | ARIA Singles Chart          | 28             |        |        |        |        |        |        |
| Nueva Zelanda     | NRZ Singles Chart           | 7              |        |        |        |        |        |        |
| América del Norte |                             |                |        |        |        |        |        |        |
| Canadá            | Billboard Canadian Hot 100  | 20             |        |        |        |        |        |        |
| Estados Unidos    | Billboard Hot 100           | 12             |        |        |        |        |        |        |
| México            | Monitor Latino MÉ           | 34             |        |        |        |        |        |        |
| América del Sur   |                             |                |        |        |        |        |        |        |
| Colombia          | Monitor Latino COL          | - -            |        |        |        |        |        |        |
| Perú              | Monitor Latino PE           | - -            |        |        |        |        |        |        |
| Chile             | Monitor Latino CH           | - -            |        |        |        |        |        |        |
| Uruguay           | Top 100! Uruguay            | - -            |        |        |        |        |        |        |
| Argentina         | Billboard Argentina Hot 100 | - -            |        |        |        |        |        |        |
| Argentina         | Monitor Latino AR           | - -            |        |        |        |        |        |        |

## Premios y nominaciones
| Año  | Premiación               | Categoría         | Resultado | Ref.  |
| ---- | ------------------------ | ----------------- | --------- | ----- |
| 2018 | Teen Choice Awards       | Mejor Canción Pop | Nominado  | [ 7 ] |
| 2019 | iHeartRadio Music Awards | Mejor Videoclip   | Ganador   | [ 8 ] |
| 2019 | Kids' Choice Awards      | Canción Favorita  | Nominado  | [ 9 ] |